# 蒙塔尼莱博讷
蒙塔尼莱博讷（法語：Montagny-lès-Beaune，法語發音：[mɔ̃taɲi lɛ bon]，意为“博讷附近的蒙塔尼”）是法国科多尔省的一个市镇，位于该省东南部，属于博讷区。

## 地理
蒙塔尼莱博讷（46°59'28"N, 4°50'58"E）面积6.04 平方千米，位于法国勃艮第-弗朗什-孔泰大區科多尔省，该省份为法国中东部省份，北起奥布省，西接涅夫勒省和约讷省，南至索恩-卢瓦尔省，东南接汝拉省，东临上索恩省，东北部与上马恩省接壤。
与蒙塔尼莱博讷接壤的市镇（或旧市镇、城区）包括：博讷、梅尔瑟伊、圣玛丽拉布朗什、布利尼莱博讷、勒韦尔努瓦。

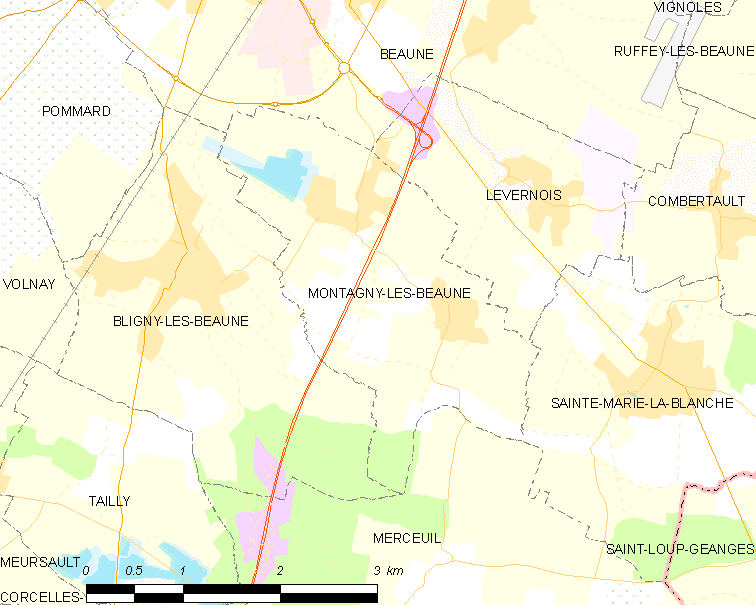
蒙塔尼莱博讷的OSM定位图

蒙塔尼莱博讷的时区为UTC+01:00、UTC+02:00（夏令时）。

## 行政
蒙塔尼莱博讷的邮政编码为21200，INSEE市镇编码为21423。

## 政治
蒙塔尼莱博讷所属的省级选区为拉杜瓦-塞里尼县。

## 人口

1962-2008年间蒙塔尼莱博讷人口变化图示

蒙塔尼莱博讷于2022年1月1日时的人口数量为772人。